# The Best of Sade
The Best of Sade ist ein Best-of-Album der nigerianisch-britischen Soul- und R&B-Sängerin Sade Adu. Das Album wurde am 31. Oktober 1994 über das Label Epic Records veröffentlicht.

## Produktion und Gastbeiträge
Die auf dem Album enthaltenen Lieder sind zum Großteil zuvor veröffentlichte Singles aus Sade Adu´s vorigen Alben Diamond Life (drei Tracks), Promise (vier Lieder), Stronger Than Pride (drei Songs) und Love Deluxe (fünf Lieder). Einzig das Lied Please Send Me Someone to Love wurde für das Album neu aufgenommen
Auf The Best of Sade finden sich keinerlei Gastbeiträge anderer Künstler.

## Titelliste
| #  | Titel                           | Songwriter                                               | Produzent                                                | Länge | Album                      |
| -- | ------------------------------- | -------------------------------------------------------- | -------------------------------------------------------- | ----- | -------------------------- |
| 1  | Your Love Is King               | Sade Adu, Stuart Matthewman                              | Robin Millar                                             | 3:41  | Diamond Life (1984)        |
| 2  | Hang On to Your Love            | Sade Adu, Stuart Matthewman                              | Robin Millar                                             | 4:29  | Diamond Life (1984)        |
| 3  | Smooth Operator                 | Michael Masser, Ray St. John                             | Robin Millar                                             | 4:16  | Diamond Life (1984)        |
| 4  | Jezebel                         | Sade Adu, Stuart Matthewman                              | Robin Millar                                             | 5:23  | Promise (1985)             |
| 5  | The Sweetest Taboo              | Sade Adu, Martin Ditcham                                 | Robin Millar                                             | 4:25  | Promise (1985)             |
| 6  | Is It a Crime?                  | Sade Adu, Stuart Matthewman, Andrew Hale                 | Robin Millar                                             | 6:16  | Promise (1985)             |
| 7  | Never as Good as the First Time | Sade Adu, Stuart Matthewman                              | Robin Millar, Ben Rogan, Mike Pela, Sade Adu             | 3:58  | Promise (1985)             |
| 8  | Love Is Stronger Than Pride     | Sade Adu, Stuart Matthewman, Andrew Hale                 | Sade Adu, Ben Rogan, Mike Pela                           | 4:17  | Stronger Than Pride (1988) |
| 9  | Paradise                        | Sade Adu, Stuart Matthewman, Andrew Hale, Paul Denman    | Sade Adu, Ben Rogan, Mike Pela                           | 3:36  | Stronger Than Pride (1988) |
| 10 | Nothing Can Come Between Us     | Sade Adu, Stuart Matthewman, Andrew Hale                 | Sade Adu, Ben Rogan, Mike Pela                           | 3:52  | Stronger Than Pride (1988) |
| 11 | No Ordinary Love                | Sade Adu, Stuart Matthewman                              | Sade Adu, Mike Pela                                      | 7:19  | Love Deluxe (1992)         |
| 12 | Like a Tattoo                   | Sade Adu, Stuart Matthewman, Andrew Hale                 | Sade Adu, Mike Pela                                      | 3:36  | Love Deluxe (1992)         |
| 13 | Kiss of Life                    | Sade Adu, Andrew Hale, Stuart Matthewman, Paul S. Denman | Sade Adu, Mike Pela                                      | 4:10  | Love Deluxe (1992)         |
| 14 | Please Send Me Someone to Love  | Percy Mayfield                                           | Sade Adu, Hein Hoven                                     | 3:40  | zuvor unveröffentlicht     |
| 15 | Cherish the Day                 | Sade Adu, Stuart Matthewman, Andrew Hale                 | Sade Adu, Andrew Hale, Stuart Matthewman, Paul S. Denman | 6:17  | Love Deluxe (1992)         |
| 16 | Pearls                          | Sade Adu, Andrew Hale                                    | Sade Adu, Andrew Hale, Stuart Matthewman, Paul S. Denman | 4:35  | Love Deluxe (1992)         |

## Kommerzieller Erfolg

### Chartplatzierungen
The Best of Sade stieg am 28. November 1994 auf Platz 37 der deutschen Albumcharts ein. Am 3. Mai 1995 erreichte der Tonträger seine Höchstposition von Platz neun. In den Billboard 200 debütierte The Best of Sade in der Woche zum 26. November 1994 auf Platz 9, was zugleich die Höchstposition des Tonträgers darstellt.
| ChartsChartplatzierungen       | Höchstplatzierung | Wochen |
| ------------------------------ | ----------------- | ------ |
| Deutschland (GfK)              | 15 (18 Wo.)       | 18     |
| Österreich (Ö3)                | 9 (15 Wo.)        | 15     |
| Schweiz (IFPI)                 | 11 (13 Wo.)       | 13     |
| Vereinigte Staaten (Billboard) | 9 (114 Wo.)       | 114    |
| Vereinigtes Königreich (OCC)   | 6 (21 Wo.)        | 21     |

### Auszeichnungen für Musikverkäufe
The Best of Sade wurde 1995 in Deutschland für über 250.000 verkaufte Einheiten mit Gold ausgezeichnet. In den Vereinigten Staaten wurde das Album 1999 für über vier Millionen verkaufte Einheiten mit vierfach-Platin ausgezeichnet.
| Professionelle Bewertungen | Professionelle Bewertungen |
| -------------------------- | -------------------------- |
| Kritiken                   |                            |
| Quelle                     | Bewertung                  |
| allmusic                   | [ 10 ]                     |

| Land/Region                  | Auszeichnungen für Musikverkäufe (Land/Region, Auszeichnung, Verkäufe) | Verkäufe  |
| ---------------------------- | ---------------------------------------------------------------------- | --------- |
| Argentinien (CAPIF)          | Platin                                                                 | 60.000    |
| Australien (ARIA)            | 3× Platin                                                              | 210.000   |
| Belgien (BRMA)               | Platin                                                                 | (50.000)  |
| Brasilien (PMB)              | Gold                                                                   | 100.000   |
| Dänemark (IFPI)              | 3× Platin                                                              | (60.000)  |
| Deutschland (BVMI)           | Gold                                                                   | (250.000) |
| Europa (IFPI)                | 2× Platin                                                              | 2.000.000 |
| Finnland (IFPI)              | Gold                                                                   | (34.474)  |
| Frankreich (SNEP)            | Platin                                                                 | (300.000) |
| Italien (FIMI)               | Platin                                                                 | (50.000)  |
| Japan (RIAJ)                 | Gold                                                                   | 100.000   |
| Kanada (MC)                  | 3× Platin                                                              | 300.000   |
| Neuseeland (RMNZ)            | 3× Platin                                                              | 45.000    |
| Niederlande (NVPI)           | Platin                                                                 | (100.000) |
| Österreich (IFPI)            | Gold                                                                   | (25.000)  |
| Spanien (Promusicae)         | Platin                                                                 | (100.000) |
| Vereinigte Staaten (RIAA)    | 4× Platin                                                              | 4.000.000 |
| Vereinigtes Königreich (BPI) | 2× Platin                                                              | (600.000) |
| Insgesamt                    | 5× Gold · 26× Platin ·                                                 | 6.850.000 |

Hauptartikel: Sade Adu/Auszeichnungen für Musikverkäufe